# Monte Bogong

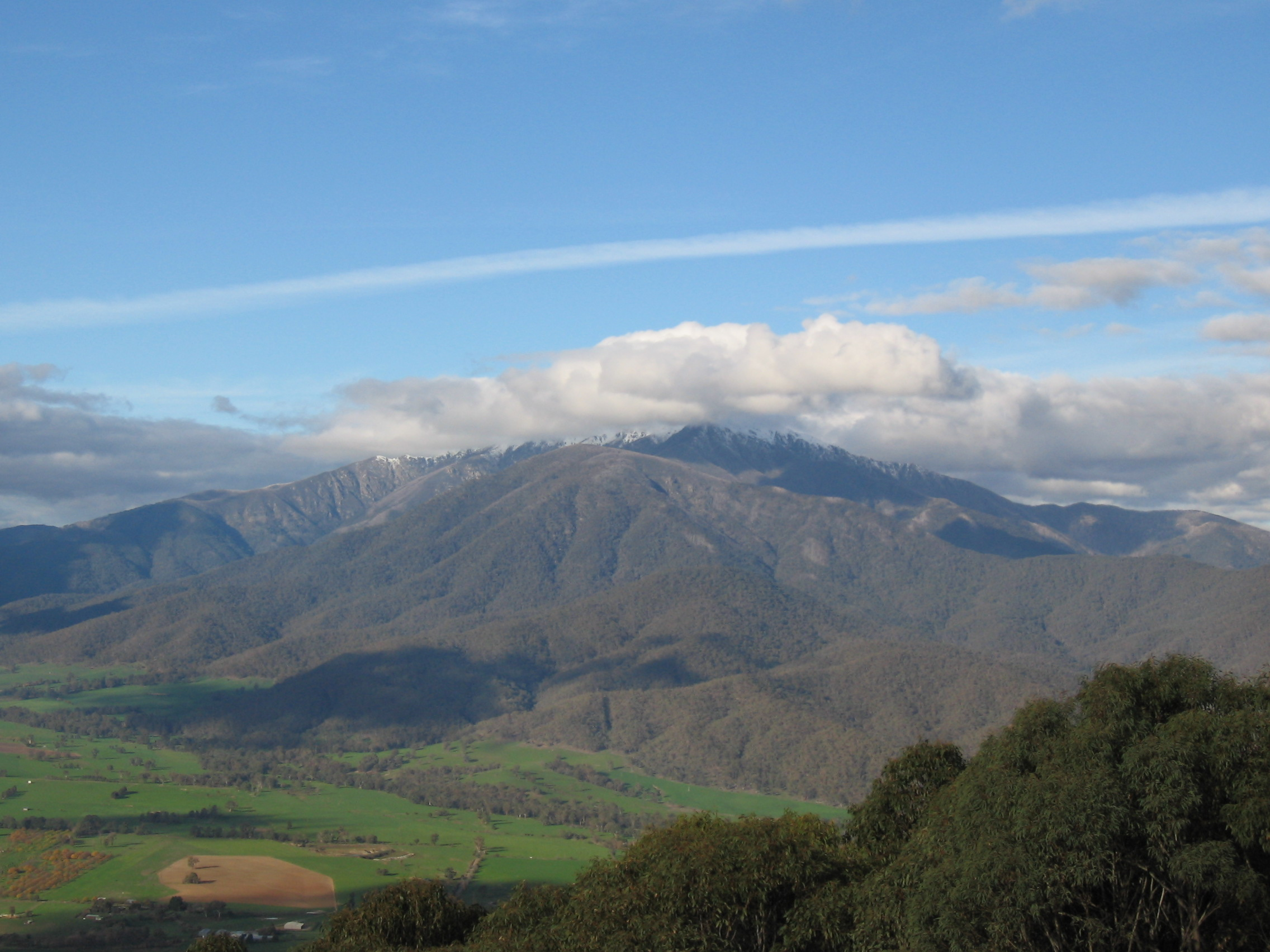
Monte Bogong desde el mirador Tawonga Gap.

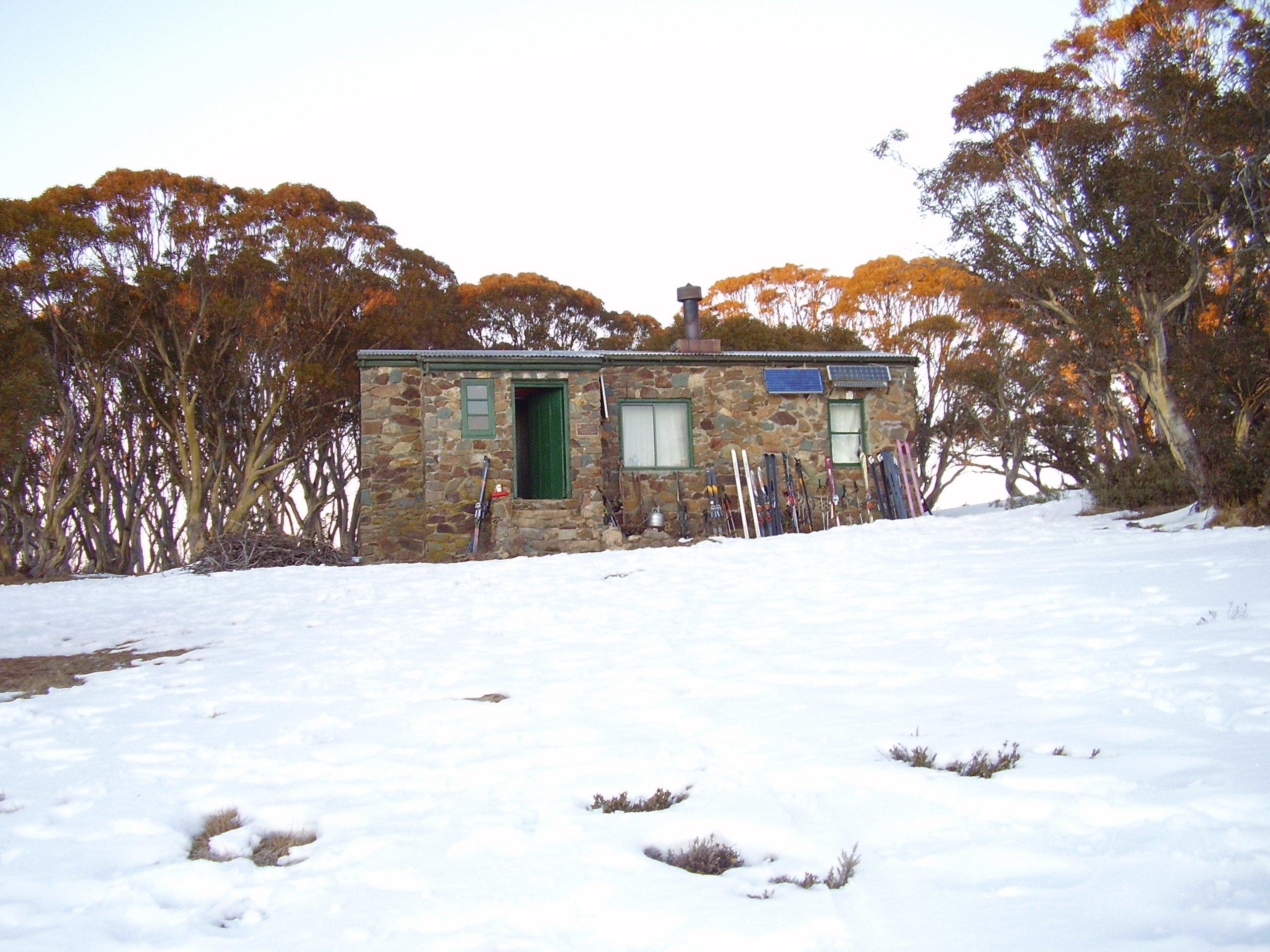
Choza Cleve Cole.

El monte Bogong, situado en el Parque nacional Alpino, es la montaña más alta de Victoria, Australia. El monte Bogong se eleva más de 1700m, por lo tanto convirtiéndose en uno de los picos más altos de Australia no solo en términos de su altura sobre el nivel del mar, sino en términos de la real prominencia de la base a la cima.

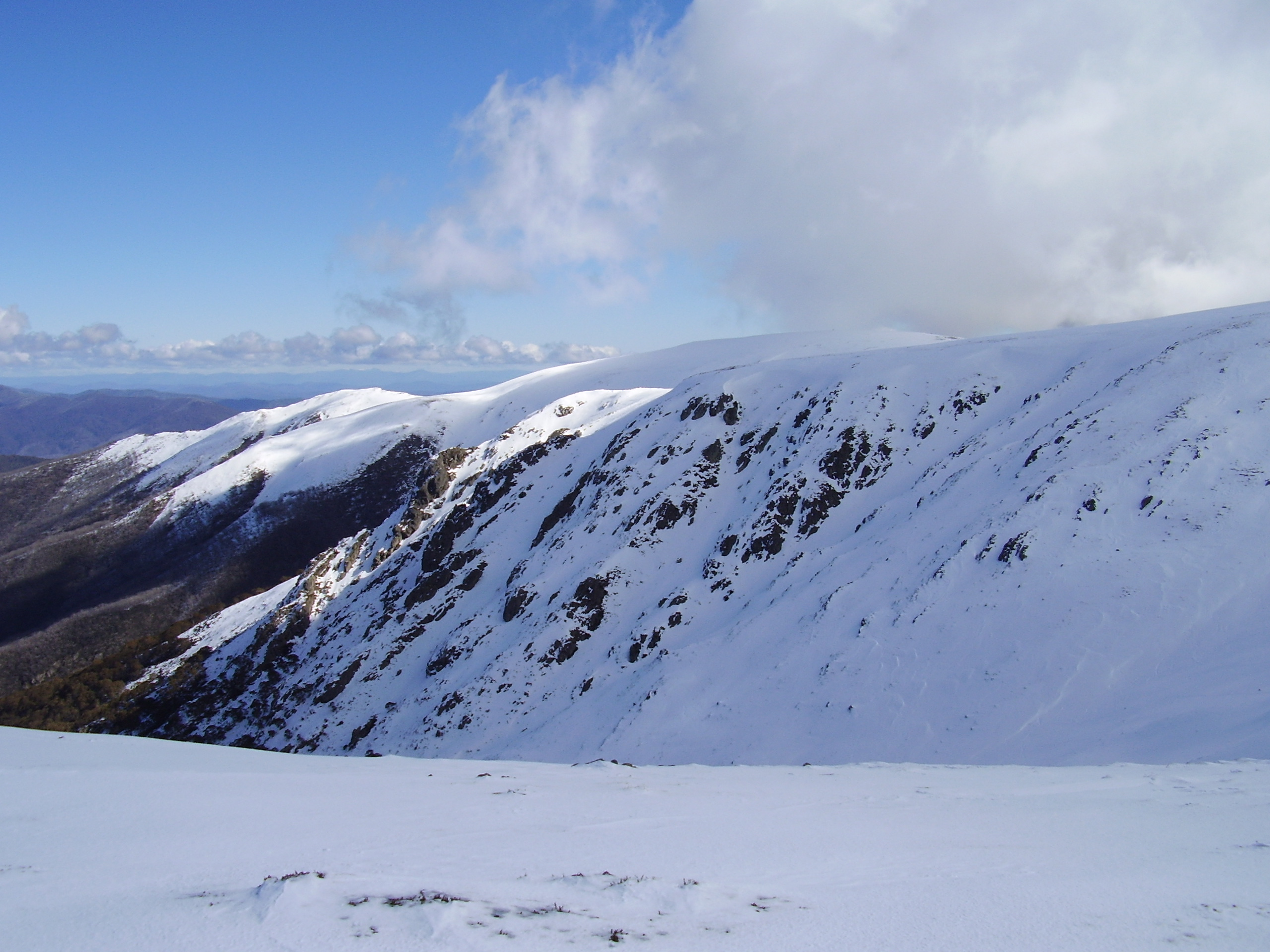
La cima del Monte Bogong.

Mount Bogong es una popular montaña de esquí de freeride en el invierno pero solo tiene nieve para los meses en medio del invierno. Se encuentra alrededor de 12 km en el camino más corto del poblado llamado Mount Beauty. Las estaciones de esquí de Falls Creek y el Monte Hotham también están cerca. Acampar es relativamente fácil debajo de la línea arbórea pero la línea de la cresta de la cima se encuentra muy expuesta.

## Vegetación
Las slopes bajas del Monte Bogong están cubiertas por altos bosques de Fresno alpino (Eucalyptus delegatensis) hasta una altitud de aproximadamente 1300 metros. Desde los 1300 hasta los 1800 metros, bosques de Eucalipto de nieve (Eucalyptus pauciflora) dominan, y por encima de los 1800 metros, la vegetación consiste de matorral alpino, pastizales y herbazales.
Gran parte de la montaña, especialmente el lado norte, fue gravemente quemada en los incendios de 2003.

## Historia
Muchos pueblos aborígenes tienen una historia notablemente rica en los Alpes de Victoria y un vasto conocimiento de sitios culturales, historias orales y ancestrales que se relacionan a la región alpina de Victoria.('',)
Después de la colonización europea los grupos indígenas fueron diezmados y los sobrevivientes fueron colocados en asentamientos, con frecuencia muy lejos de sus tierras tradicionales. Se conoce generalmente que las visitas de los indígenas al Monte Bogong terminaron a mediados del siglo. Aunque había ganado pastando por algún tiempo, fueron los pasantes y después los esquiadores el próximo grupo en visitar la montaña en grandes números.
Existen alojamiento y chozas. Parks Victoria advierte a los esquiadores y paseantes para cargar una tienda apta para condiciones alpinas, y no confiar en el alojamiento en las chozas.
Las montañas son viejas y desgastadas. Su baja latitud y cumbres aplanadas y redondeadas la hacen fácil para esquiar y caminar, pero el descenso desde los lados escarpados en condiciones de desorientación puede ser peligroso.

## Rutas
Existen muchas rutas para subir el Monte Bogong para los excursionistas.
Dos caminos peatonales llevan a la cima. Una pista de tracción en las cuatro ruedas (cerrado durante el invierno) conecta esos dos caminos a la base de la montaña. Ambos caminos son de moderada dificultad. 